# Bagnara di Romagna
Bagnara di Romagna is een gemeente in de Italiaanse provincie Ravenna (regio Emilia-Romagna) en telt 1849 inwoners (31-12-2004). De oppervlakte bedraagt 10,0 km², de bevolkingsdichtheid is 176 inwoners per km².

## Demografie
Bagnara di Romagna telt ongeveer 724 huishoudens. Het aantal inwoners steeg in de periode 1991-2001 met 2,8% volgens cijfers uit de tienjaarlijkse volkstellingen van ISTAT.
| Jaar | Inwoneraantal |
| ---- | ------------- |
| 1991 | 1713          |
| 2001 | 1761          |

## Geografie
Bagnara di Romagna grenst aan de volgende gemeenten: Cotignola, Imola (BO), Lugo, Mordano (BO), Solarolo.

## Externe link

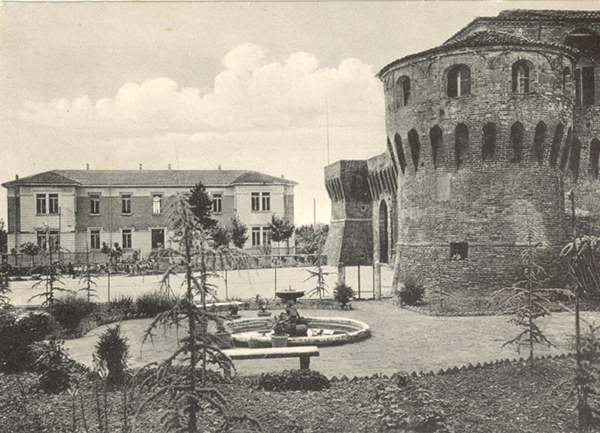
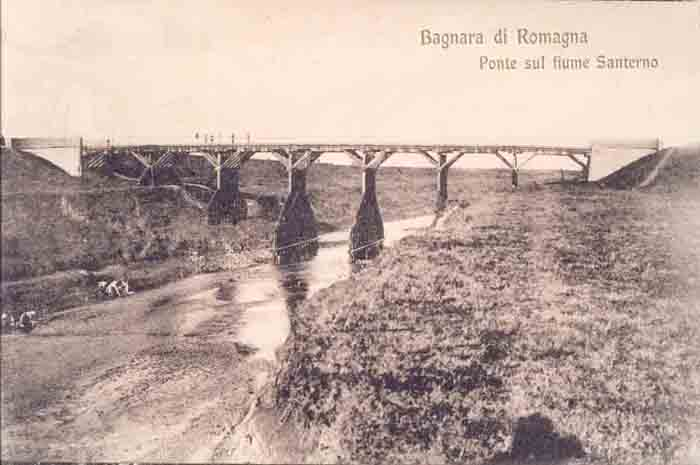